# Dixeia orbona
Dixeia orbona är en fjärilsart som först beskrevs av Charles Andreas Geyer 1837.  Dixeia orbona ingår i släktet Dixeia och familjen vitfjärilar. Inga underarter finns listade i Catalogue of Life.

## Bildgalleri

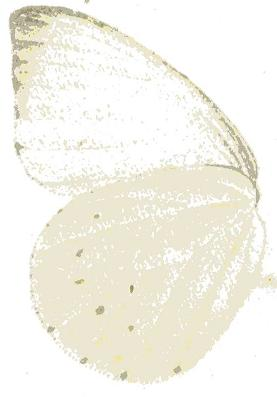
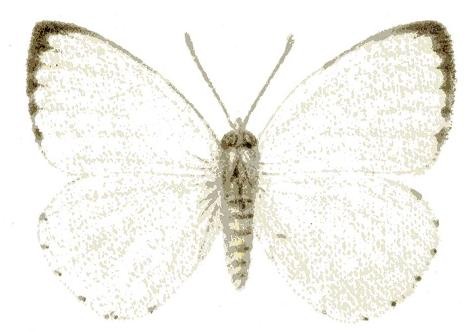
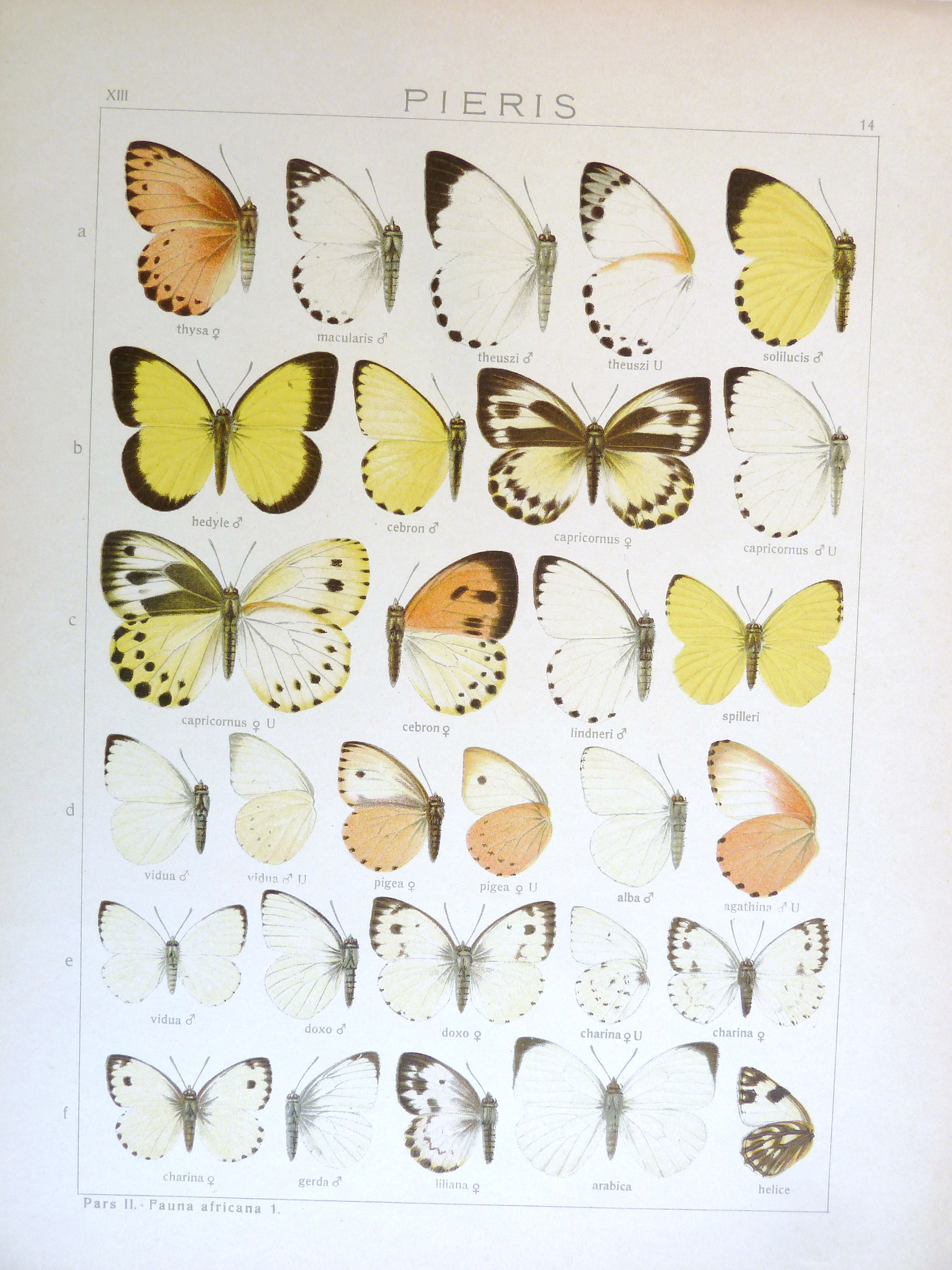